# 須藤明夫
須藤 明夫（すとう あきお、1968年〈昭和43年〉11月5日 - ）は、日本の建設・国土交通官僚。

## 来歴
青森県弘前市出身。青森県立弘前高等学校を経て、1993年（平成5年）、東京大学法学部を卒業し、同年建設省に入省。入省後、都市局都市計画課に配属され、その後、鳥取県企画部企画振興課長、内閣官房内閣総務官室参事官、内閣官房まち・ひと・しごと創生本部事務局参事官、内閣府地方創生推進事務局参事官、国土交通省大臣官房広報課長、土地・建設産業局企画課長、同局不動産業課長、国土交通省総合政策局社会資本整備政策課長、国土交通省大臣官房参事官（会計担当）、同会計課長などを歴任。所有者不明土地問題の対策を目的とした「所有者不明土地の利用の円滑化等に関する特別措置法」の法案作成、「不動産業ビジョン 2030～令和時代の『不動産最適活用』に向けて〜」の策定などに携わった。
2023年（令和5年）7月4日、内閣官房内閣審議官（内閣総務官室）に就任。
2024年（令和6年）7月5日、内閣官房内閣総務官室内閣総務官兼内閣人事局人事政策統括官に就任。

## 年譜
基本的な出典
- 1993年04月：建設省入省
- 1999年09月：建設省関東地方建設局道路部路政課長
- 2000年04月：建設省関東地方建設局総務部人事第一課長
- 2001年01月：国土交通省関東地方整備局総務部人事第一課長
- 2002年
  - 04月：内閣官房副長官補付
  - 04月：（命）内閣官房行政改革推進事務局公務員制度等改革推進室室員
- 2003年08月：鳥取県企画部企画振興課長
- 2006年08月：鳥取県企画部次長
- 2007年07月：国土交通省総合政策局政策課長補佐
- 2008年04月：国土交通省総合政策局建設業課企画専門官
- 2009年
  - 07月：国土交通省大臣官房総務課長補佐
  - 07月：（併）国土交通省大臣官房総務課国会連絡室国会連絡調整官
- 2011年07月：国土交通省道路局総務課企画官
- 2012年
  - 08月：国土交通省大臣官房付
  - 10月：（併）内閣官房内閣総務官室企画宮（～2013年7月）
  - 10月：（併）内閣官房内閣総務官室総理大臣官邸事務所（～2012年12月）
- 2013年07月：（併）内閣官房内閣参事官（内閣総務官室）
- 2014年
  - 07月：内閣府経済社会総合研究所上席主任研究官
  - 07月：（併）内閣府本府地域活性化推進室参事官（～2015年1月）
  - 07月：（併）内閣府本府地方分権改革推進室参事官
  - 07月：（併）内閣官房内閣参事官（内閣官房副長官補付） （～2016年4月）
  - 07月：（命）内閣官房地域活性化統合事務局参事官（～2015年1月）
  - 07月：（命）内閣官房まち・ひと・しごと創生本部設立準備室参事官（～2014年9月）
- 2014年09月：（命）内閣官房まち・ひと．しごと創生本部事務局参事官
- 2015年01月：（併）内閣府本府地方創生推進室参事官
- 2016年
  - 04月：（併）内閣府地方創生推進事務局参事官（地域再生担当）
  - 04月：（併）内閣官房副長官補付
- 2016年06月21日：国土交通省大臣官房広報課長[9]
- 2017年07月：国土交通省土地・建設産業局企画課長
- 2018年07月：国土交通省土地・建設産業局不動産業課長
- 2020年07月：国土交通省不動産・建設経済局不動産業課長
- 2020年07月：国土交通省総合政策局社会資本整備政策課長
- 2021年06月：国土交通省大臣官房参事官（会計担当）
- 2022年06月28日：国土交通省大臣官房会計課長[10]
- 2023年
  - 07月：内閣官房内閣審議官（内閣総務官室）
  - 07月：（命）内閣官房人事管理官
  - 07月：（命）内閣官房皇室典範改正準備室副室長（～2024年3月）
  - 07月：（命）内閣官房障害者雇用推進者
  - 07月：（併）内閣官房内閣総務官室公文書監理官
  - 07月：（命）内閣官房公文書監理官室室長
  - 07月：（併）内閣官房内閣審議官（内閣人事局）
- 2024年
  - 04月：（命）内閣官房皇室典範改正準備室審議官
  - 07月05日：内閣官房内閣総務官室内閣総務官兼内閣人事局人事政策統括官[4]